# PS10太陽能發電塔
PS10太陽能發電塔(PS10 solar power tower)是歐洲首座的商業性聚光式高溫太陽能發電廠。該電廠位於西班牙南部，塞維亞西方25公里的桑路卡拉馬尤(Sanlúcar la Mayor)。
利用624個稱為日光反射器的巨大可移動鏡片收集陽光並且產生11MW的電力。定日鏡片是由Abengoa公司製作，陽光收集器則由Tecnical-Tecnicas Reunidas公司設計，而發電塔由ALTAC公司設計和建造。
每面鏡子皆具有1,292平方英尺（120.0平方）的面積，可將太陽光聚於115米(377呎)，約40層樓高的塔上。塔上設有陽光收集器及汽輪機，利用汽輪驅動發電機來發電。此發電方式雖然較傳統方式的成本高出三倍，但如同風力發電一般，未來會隨著技術進步而有著成本降低的空間。
PS10是屬於桑路卡拉馬尤發電平台(Solar Platform at Sanlúcar la Mayor, PSSM)中的一個發電廠，該平台在2013年時總裝置容量將達到3億瓦。其發電乃利用多種科技而得以實現。PS10及Sevilla PV為在桑路卡拉馬尤領先運轉的幾座發電廠之一。Sevilla PV為目前歐洲規模最大的低密度系統光電廠。

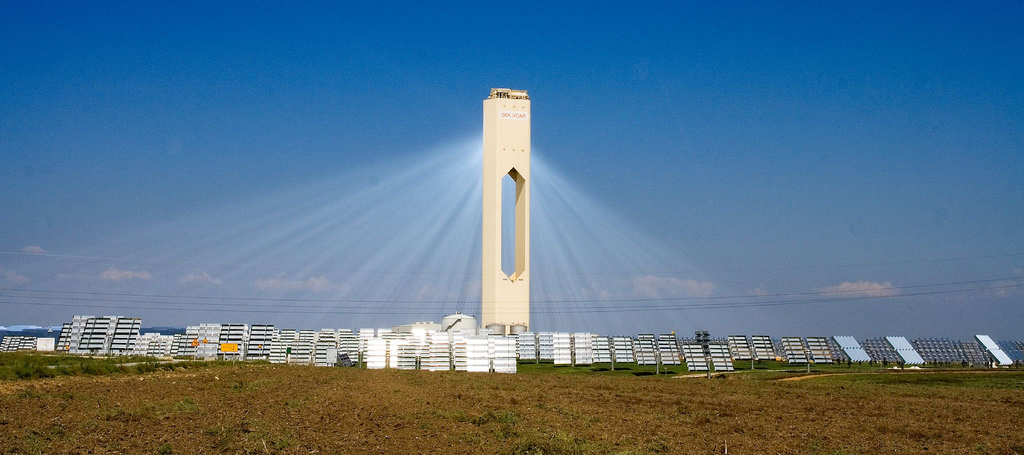
PS10太陽能發電塔用624個稱為日光反射器的鏡片收集陽光並產生約1100萬瓦的電力。

## 計畫

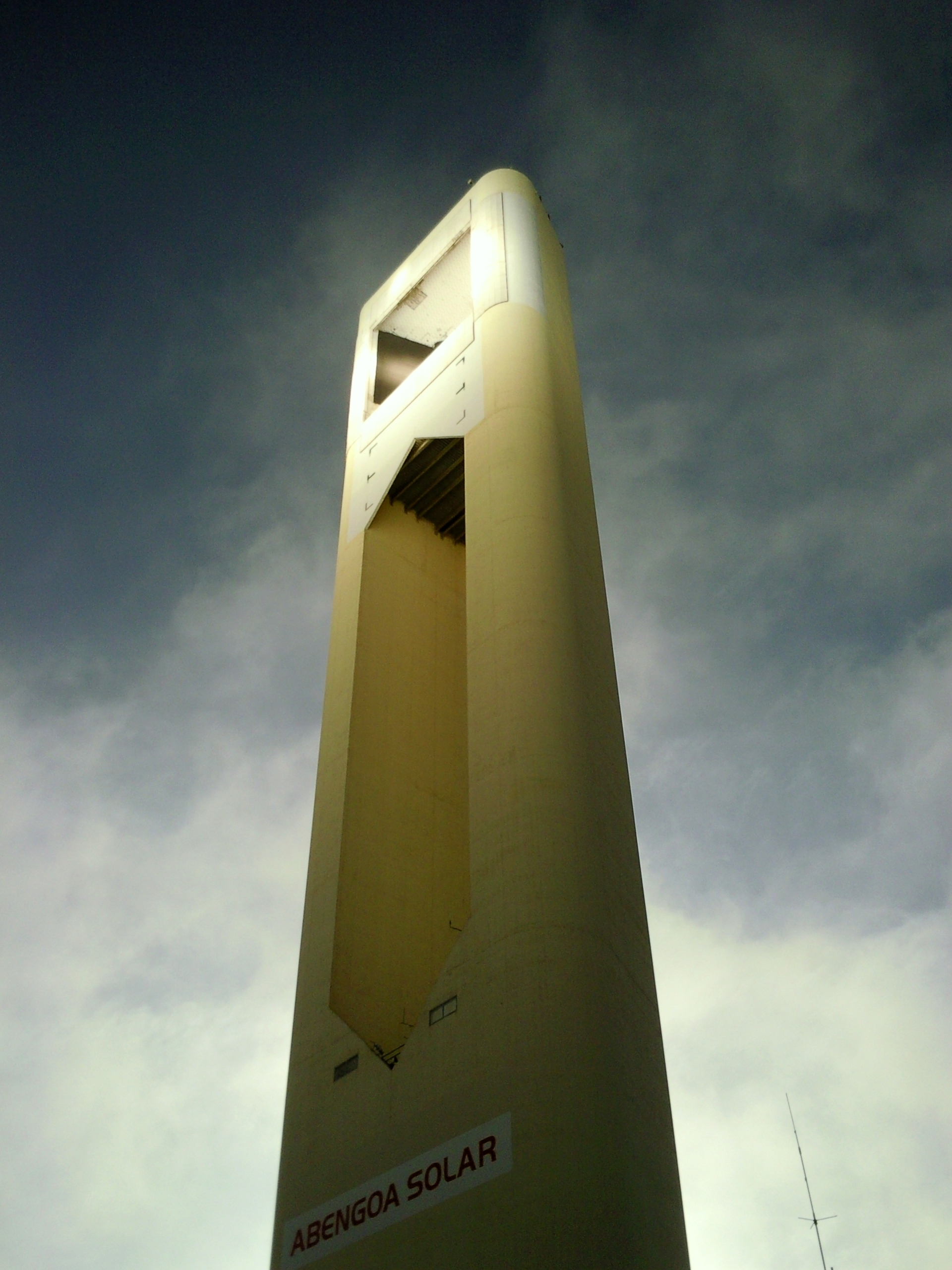
聚光中的主塔

歐盟第五框架計劃合同歐洲委員會，計畫在西班牙南部興建一座10MW的太陽能熱電廠。作為首座的商業性中央收集器系統(CRS)電廠，建成之後希望能達到下列目標:
- 年發電量達到20~25GWh
- 投資費用的範圍大約在3000€/千瓦
- 共80000平方公尺量產的日光反射器每平方公尺成本約140€
- 收集器輸入功率為55MWt
- 稅後的投資報酬率達到7.5%以上
- 在2006年之後穩定的供應電力

## 工程
PS10計畫剛開始分成六個工作項目:宣傳、融資、科技設計、組件採買、組合裝建以及商業運作。
在技術開發階段當中，研究兩種達成計畫的方法，並且估算這些方法的技術優勢以及成本。另外為了盡量使計畫能夠成功，每個系統都盡量採取安全而且成熟的技術，即使這麼做會使效率或者產能降低。

## PSSM
PS10電廠目前是由Abengoa公司營運並且已經註冊為桑路卡太陽能獨力發電廠有限公司(IPP Sanlúcar Solar S.A.)。該電廠位於一塊稱為卡薩奎馬達(Casaquemada)的地產之上，接下來會有更多的電廠設立在上面並且組成PSSM(桑路卡拉馬尤太陽能平台, Plataforma Solar de Sanlúcar la Mayor)。
PSSM是一項野心勃勃的計畫，預計在2013年生產3億瓦的電力，利用不同的電廠和技術，包括光電和光熱，全部占地約700公頃。

## 外部連結
- Final technical progress report, for European Union officals (november 2006)
- Power station harnesses Sun's rays（页面存档备份，存于）
- Description and pictures
- Power tower reflects well on sunny Spain（页面存档备份，存于）